# The Oldest Law
The Oldest Law è un film muto del 1918 diretto da Harley Knoles.

## Trama
Rimasta orfana, Jennie Cox lascia il Maine per andare a cercare un lavoro a New York. Aiutata dal professor Rolfe, viene assunta come dattilografa ma perde il posto in seguito alle manovre di una collega gelosa che la fa licenziare. Rolfe muore e Jennie rimane senza aiuto e quasi senza un soldo. Decide di spendere i suoi ultimi tre dollari nell'elegante ristorante del Claridge. Lì, conosce il ricco Billy West, che è sul punto di divorziare. L'uomo le offre un lavoro come governante e Jennie, ben presto, si rende conto che il suo capo è preso dal demone del gioco. Non ha mai perso grosse somme ma adesso Henry Walker riesce a vincergli ben dodicimila dollari. Sia Jennie che l'ex moglie di Billy, Cora, corrono in suo aiuto. Cora gli paga il debito e Billy, pentito, propone a Jennie di sposarlo.

## Produzione
Il film, che in origine doveva chiamarsi The Price She Did Not Pay, fu prodotto dalla World Film.

## Distribuzione
Il copyright del film, richiesto dalla World Film Corp., fu registrato l'11 maggio 1918 con il numero LU12388.
Distribuito dalla World Film, il film uscì nelle sale cinematografiche statunitensi il 27 maggio 1918.